# Casa Greyjoy
(Motto della Casa Greyjoy)
La Casa Greyjoy è una casata nobiliare facente parte del mondo della saga fantasy Cronache del ghiaccio e del fuoco di George R. R. Martin.
I Greyjoy dominano le Isole di Ferro dalla loro roccaforte di Pyke. Si definiscono gli Uomini di Ferro e sono celebri per essere sia abili navigatori, che feroci pirati e saccheggiatori. Nelle loro terre il cognome dato ai bastardi è Pyke. I membri di questa famiglia sono in genere alti, di bell'aspetto e con i capelli neri.
Il loro stemma è una piovra dorata in campo nero. Un detto comune sia tra i Greyjoy che tra le altre case delle Isole di Ferro è "Ciò che è morto non muoia mai", preghiera legata al culto del Dio Abissale.

## Storia
I Greyjoy sostengono di discendere dal Re Grigio, una figura leggendaria dell'Età degli Eroi. Secondo la leggenda il Re Grigio, che ha preso in sposa una sirena, regnava non solo sulle isole occidentali, ma anche sul mare stesso. Per migliaia di anni i predoni delle Isole di Ferro sono stati il terrore dei mari, e i loro re arrivarono ad estendere i loro domini sulla terraferma. Quando Harren il Nero e i suoi figli muoiono ad Harrenhal, Aegon Targaryen permette ai lord sopravvissuti delle Isole di Ferro di rievocare l'antica tradizione e scegliere chi avrebbe dominato su di loro per conto della Casa Targaryen: la scelta ricade su lord Vickon Greyjoy di Pyke. Relegati alla loro patria, i Greyjoy si sono mantenuti a distanza dalle altre grandi casate del Continente Occidentale, prendendo raramente parte agli eventi sulla terraferma (che loro chiamano terre verdi), anche quando viene loro chiesto. Più volte nel corso della storia i Greyjoy hanno provato a riportare in auge l'antica abitudine di razziare la costa occidentale del continente.

## Albero genealogico
|        |        |                             |                             |                             |                             |                             |                             |         |         |         |         |         |         | il re Grigio | il re Grigio | il re Grigio | il re Grigio | il re Grigio | il re Grigio |         |         | Sirena  | Sirena  | Sirena | Sirena | Sirena | Sirena |       |       |                            |                            |                            |                            |                            |                            |                |                |       |       |                       |                       |                       |                       |                       |                       |  |  |           |           |           |           |           |           |  |  |         |         |         |         |         |         |  |  |                       |                       |                       |                       |                       |                       |  |  |       |       |       |       |                         |                         |                         |                         |                         |                         |  |  |  |  |  |  |  |  |
|        |        |                             |                             |                             |                             |                             |                             |         |         |         |         |         |         | il re Grigio | il re Grigio | il re Grigio | il re Grigio | il re Grigio | il re Grigio |         |         | Sirena  | Sirena  | Sirena | Sirena | Sirena | Sirena |       |       |                            |                            |                            |                            |                            |                            |                |                |       |       |                       |                       |                       |                       |                       |                       |  |  |           |           |           |           |           |           |  |  |         |         |         |         |         |         |  |  |                       |                       |                       |                       |                       |                       |  |  |       |       |       |       |                         |                         |                         |                         |                         |                         |  |  |  |  |  |  |  |  |
|        |        |                             |                             |                             |                             |                             |                             |         |         |         |         |         |         |              |              |              |              |              |              |         |         |         |         |        |        |        |        |       |       |                            |                            |                            |                            |                            |                            |                |                |       |       |                       |                       |                       |                       |                       |                       |  |  |           |           |           |           |           |           |  |  |         |         |         |         |         |         |  |  |                       |                       |                       |                       |                       |                       |  |  |       |       |       |       |                         |                         |                         |                         |                         |                         |  |  |  |  |  |  |  |  |
|        |        |                             |                             |                             |                             |                             |                             |         |         |         |         |         |         |              |              |              |              | Vickon       |              |         |         |         |         |        |        |        |        |       |       |                            |                            |                            |                            |                            |                            |                |                |       |       |                       |                       |                       |                       |                       |                       |  |  |           |           |           |           |           |           |  |  |         |         |         |         |         |         |  |  |                       |                       |                       |                       |                       |                       |  |  |       |       |       |       |                         |                         |                         |                         |                         |                         |  |  |  |  |  |  |  |  |
|        |        |                             |                             |                             |                             |                             |                             |         |         |         |         |         |         |              |              |              |              |              |              |         |         |         |         |        |        |        |        |       |       |                            |                            |                            |                            |                            |                            |                |                |       |       |                       |                       |                       |                       |                       |                       |  |  |           |           |           |           |           |           |  |  |         |         |         |         |         |         |  |  |                       |                       |                       |                       |                       |                       |  |  |       |       |       |       |                         |                         |                         |                         |                         |                         |  |  |  |  |  |  |  |  |
|        |        |                             |                             |                             |                             |                             |                             |         |         |         |         |         |         |              |              |              |              | Dagon        |              |         |         |         |         |        |        |        |        |       |       |                            |                            |                            |                            |                            |                            |                |                |       |       |                       |                       |                       |                       |                       |                       |  |  |           |           |           |           |           |           |  |  |         |         |         |         |         |         |  |  |                       |                       |                       |                       |                       |                       |  |  |       |       |       |       |                         |                         |                         |                         |                         |                         |  |  |  |  |  |  |  |  |
|        |        |                             |                             |                             |                             |                             |                             |         |         |         |         |         |         |              |              |              |              |              |              |         |         |         |         |        |        |        |        |       |       |                            |                            |                            |                            |                            |                            |                |                |       |       |                       |                       |                       |                       |                       |                       |  |  |           |           |           |           |           |           |  |  |         |         |         |         |         |         |  |  |                       |                       |                       |                       |                       |                       |  |  |       |       |       |       |                         |                         |                         |                         |                         |                         |  |  |  |  |  |  |  |  |
|        |        | moglie della Casa Steenboom | moglie della Casa Steenboom | moglie della Casa Steenboom | moglie della Casa Steenboom | moglie della Casa Steenboom | moglie della Casa Steenboom |         |         |         |         |         |         |              |              |              |              | Quellon      | Quellon      | Quellon | Quellon | Quellon | Quellon |        |        |        |        |       |       | moglie della Casa Sunderly | moglie della Casa Sunderly | moglie della Casa Sunderly | moglie della Casa Sunderly | moglie della Casa Sunderly | moglie della Casa Sunderly |                |                |       |       |                       |                       |                       |                       |                       |                       |  |  |           |           |           |           |           |           |  |  |         |         |         |         |         |         |  |  |                       |                       |                       |                       |                       |                       |  |  |       |       |       |       | moglie della Casa Piper | moglie della Casa Piper | moglie della Casa Piper | moglie della Casa Piper | moglie della Casa Piper | moglie della Casa Piper |  |  |  |  |  |  |  |  |
|        |        | moglie della Casa Steenboom | moglie della Casa Steenboom | moglie della Casa Steenboom | moglie della Casa Steenboom | moglie della Casa Steenboom | moglie della Casa Steenboom |         |         |         |         |         |         |              |              |              |              | Quellon      | Quellon      | Quellon | Quellon | Quellon | Quellon |        |        |        |        |       |       | moglie della Casa Sunderly | moglie della Casa Sunderly | moglie della Casa Sunderly | moglie della Casa Sunderly | moglie della Casa Sunderly | moglie della Casa Sunderly |                |                |       |       |                       |                       |                       |                       |                       |                       |  |  |           |           |           |           |           |           |  |  |         |         |         |         |         |         |  |  |                       |                       |                       |                       |                       |                       |  |  |       |       |       |       | moglie della Casa Piper | moglie della Casa Piper | moglie della Casa Piper | moglie della Casa Piper | moglie della Casa Piper | moglie della Casa Piper |  |  |  |  |  |  |  |  |
|        |        |                             |                             |                             |                             |                             |                             |         |         |         |         |         |         |              |              |              |              |              |              |         |         |         |         |        |        |        |        |       |       |                            |                            |                            |                            |                            |                            |                |                |       |       |                       |                       |                       |                       |                       |                       |  |  |           |           |           |           |           |           |  |  |         |         |         |         |         |         |  |  |                       |                       |                       |                       |                       |                       |  |  |       |       |       |       |                         |                         |                         |                         |                         |                         |  |  |  |  |  |  |  |  |
|        |        |                             |                             |                             |                             |                             |                             |         |         |         |         |         |         |              |              |              |              |              |              |         |         |         |         |        |        |        |        |       |       |                            |                            |                            |                            |                            |                            |                |                |       |       |                       |                       |                       |                       |                       |                       |  |  |           |           |           |           |           |           |  |  |         |         |         |         |         |         |  |  |                       |                       |                       |                       |                       |                       |  |  |       |       |       |       |                         |                         |                         |                         |                         |                         |  |  |  |  |  |  |  |  |
| Harlon | Harlon | Harlon                      | Harlon                      | Harlon                      | Harlon                      |                             |                             | Quenton | Quenton | Quenton | Quenton | Quenton | Quenton |              |              | Donnel       | Donnel       | Donnel       | Donnel       | Donnel  | Donnel  |         |         | Balon  | Balon  | Balon  | Balon  | Balon | Balon |                            |                            | Alannys Harlaw             | Alannys Harlaw             | Alannys Harlaw             | Alannys Harlaw             | Alannys Harlaw | Alannys Harlaw |       |       | Euron Occhio di corvo | Euron Occhio di corvo | Euron Occhio di corvo | Euron Occhio di corvo | Euron Occhio di corvo | Euron Occhio di corvo |  |  | Victarion | Victarion | Victarion | Victarion | Victarion | Victarion |  |  | Urrigon | Urrigon | Urrigon | Urrigon | Urrigon | Urrigon |  |  | Aeron Capelli bagnati | Aeron Capelli bagnati | Aeron Capelli bagnati | Aeron Capelli bagnati | Aeron Capelli bagnati | Aeron Capelli bagnati |  |  | Robin | Robin | Robin | Robin | Robin                   | Robin                   |                         |                         |                         |                         |  |  |  |  |  |  |  |  |
| Harlon | Harlon | Harlon                      | Harlon                      | Harlon                      | Harlon                      |                             |                             | Quenton | Quenton | Quenton | Quenton | Quenton | Quenton |              |              | Donnel       | Donnel       | Donnel       | Donnel       | Donnel  | Donnel  |         |         | Balon  | Balon  | Balon  | Balon  | Balon | Balon |                            |                            | Alannys Harlaw             | Alannys Harlaw             | Alannys Harlaw             | Alannys Harlaw             | Alannys Harlaw | Alannys Harlaw |       |       | Euron Occhio di corvo | Euron Occhio di corvo | Euron Occhio di corvo | Euron Occhio di corvo | Euron Occhio di corvo | Euron Occhio di corvo |  |  | Victarion | Victarion | Victarion | Victarion | Victarion | Victarion |  |  | Urrigon | Urrigon | Urrigon | Urrigon | Urrigon | Urrigon |  |  | Aeron Capelli bagnati | Aeron Capelli bagnati | Aeron Capelli bagnati | Aeron Capelli bagnati | Aeron Capelli bagnati | Aeron Capelli bagnati |  |  | Robin | Robin | Robin | Robin | Robin                   | Robin                   |                         |                         |                         |                         |  |  |  |  |  |  |  |  |
|        |        |                             |                             |                             |                             |                             |                             |         |         |         |         |         |         |              |              |              |              |              |              |         |         |         |         |        |        |        |        |       |       |                            |                            |                            |                            |                            |                            |                |                |       |       |                       |                       |                       |                       |                       |                       |  |  |           |           |           |           |           |           |  |  |         |         |         |         |         |         |  |  |                       |                       |                       |                       |                       |                       |  |  |       |       |       |       |                         |                         |                         |                         |                         |                         |  |  |  |  |  |  |  |  |
|        |        |                             |                             |                             |                             |                             |                             |         |         |         |         |         |         |              |              |              |              |              |              |         |         |         |         |        |        |        |        |       |       |                            |                            |                            |                            |                            |                            |                |                |       |       |                       |                       |                       |                       |                       |                       |  |  |           |           |           |           |           |           |  |  |         |         |         |         |         |         |  |  |                       |                       |                       |                       |                       |                       |  |  |       |       |       |       |                         |                         |                         |                         |                         |                         |  |  |  |  |  |  |  |  |
|        |        |                             |                             |                             |                             |                             |                             |         |         |         |         |         |         | Rodrik       | Rodrik       | Rodrik       | Rodrik       | Rodrik       | Rodrik       |         |         | Maron   | Maron   | Maron  | Maron  | Maron  | Maron  |       |       | Asha                       | Asha                       | Asha                       | Asha                       | Asha                       | Asha                       |                |                | Theon | Theon | Theon                 | Theon                 | Theon                 | Theon                 |                       |                       |  |  |           |           |           |           |           |           |  |  |         |         |         |         |         |         |  |  |                       |                       |                       |                       |                       |                       |  |  |       |       |       |       |                         |                         |                         |                         |                         |                         |  |  |  |  |  |  |  |  |

## Membri della casata

### Balon Greyjoy
Balon Greyjoy è il lord delle Isole di Ferro, Re del Sale e della Roccia, Figlio del Vento di mare, lord possessore di Pyke. Dopo l'ascesa al trono di Robert Baratheon, egli si ribellò per ridare la libertà alla propria gente e alle proprie terre, innalzando i vessilli della rivolta contro i Sette Regni, sedata nel sangue dalle forze congiunte di lord Eddard Stark, re Robert, lord Jon Arryn e dei Lannister. In quella guerra perse i due figli maggiori, Rodrik, ucciso a Seagard, e Maron, ucciso a Pyke, mentre il suo figlio più giovane, Theon, fu portato a Grande Inverno come protetto di Ned Stark. Balon è un uomo duro e intransigente, molto legato alle antiche tradizioni e usanze del proprio popolo, ed è un lord assai rispettato dagli Uomini di Ferro per la sua inflessibilità e soprattutto per le proprie capacità di generale e stratega. È sposato con Alannys Harlaw ma il loro non è mai stato un matrimonio felice e col passare degli anni, Balon si è sempre più distaccato dalla moglie.
Dopo l'uccisione di lord Eddard Stark ad Approdo del Re, Robb Stark viene dichiarato Re del Nord dai suoi alfieri. Theon Greyjoy torna a Pyke con la proposta di alleanza di Robb: Balon Greyjoy si sarebbe potuto dichiarare Re delle Isole di Ferro se si fosse schierato dalla parte della Casa Stark contro i Lannister. Balon rifiuta l'offerta e si dichiara re delle Isole di Ferro e del Nord. Gli Uomini di Ferro riescono dunque a conquistare numerose roccaforti del Nord, dato che la maggior parte dei soldati sono partiti alla volta del sud insieme a re Robb Stark. Tra le nuove acquisizioni ci sono Deepwood Motte, fortezza di Casa Glover, Piazza di Torrhen, di Casa Tallhart e lo stesso Grande Inverno, fortino di Casa Stark, anche se quest'ultimo non rientrava nei piani di Balon. Poco prima delle famigerate Nozze Rosse, Robb riceve la notizia dell'improvvisa morte di Balon, caduto da uno dei ponti sospesi che collegano le varie parti della fortezza di Pyke. La notte della sua morte imperversava una forte tempesta, ma numerose visioni e il ritorno fin troppo tempestivo di Euron Greyjoy dopo due anni di esilio porta molti a pensare che Balon sia stato ucciso da un assassino ingaggiato proprio dal fratello.
Nella serie televisiva Il Trono di Spade, tratta dai romanzi, è interpretato da Patrick Malahide e doppiato in italiano da Antonio Palumbo.

### Asha Greyjoy
Unica figlia femmina di Balon Greyjoy, Asha è un personaggio narrante a partire da Il banchetto dei corvi. Unica discendente rimasta dopo la ribellione dei Greyjoy, durante la quale persero la vita i due fratelli maggiori ed Eddard Stark prese Theon come suo protetto, venne allevata come sua erede non ufficiale. Di carattere fiero e irruente, ribalta il tradizionale ruolo che la donna ha avuto nei secoli presso gli uomini di ferro, essendo di fatto comandante di una nave (la Vento Nero) e guidando i propri uomini in battaglia.
Durante l'invasione del continente pianificata da Balon, Asha assalta e conquista Deepwood Motte. Fa poi visita a Theon dopo che questi ottenne il dominio di Grande Inverno, ma rifiuta al fratello ogni aiuto per la difesa del castello, deridendolo per l'omicidio di Bran e Rickon Stark e tentando di convincerlo a tornare con lei nelle Isole di Ferro. Dopo la morte di Balon fa ritorno alle Isole di Ferro per reclamare il possesso del Trono del Mare. Con l'intenzione di fare pace con il continente in cambio di terre, ottiene nell'Acclamazione di re un risultato migliore di quanto ci si sarebbe aspettato, ma venne surclassata da Euron. Avendo perso all'Acclamazione, torna a Deepwood Motte mentre lo zio, ora re, la dà in sposa a un suo generale. Si arrende a Stannis Baratheon quando costui attacca la roccaforte del Nord. Prigioniera al seguito dell'esercito di re Stannis, reincontra il fratello Theon, scappato da Grande Inverno (ora sotto il dominio dei Bolton): in un primo momento non sarà in grado di riconoscerlo.
Nella serie televisiva Il Trono di Spade, tratta dai romanzi, Asha è interpretata dall'attrice Gemma Whelan, ma il suo nome è stato cambiato in Yara Greyjoy per non creare confusione con il nome di un altro personaggio, Osha; in italiano è doppiata da Perla Liberatori.

### Theon Greyjoy
È il figlio minore di lord Balon e Alannys Harlaw, lord delle Isole di Ferro. In seguito alla ribellione del padre nei confronti di Grande Inverno (durante la quale due dei suoi fratelli vennero uccisi, facendo di lui l'unico erede maschio di Casa Greyjoy), venne preso prigioniero da Casa Stark e cresciuto insieme ai figli di lord Eddard. Theon è ora un giovane di vent'anni arrogante e pieno di sé, donnaiolo e superficiale, incline alla risata nei momenti meno opportuni, che possiede però un forte carattere e una sconfinata brama di gloria e di potere.
Appare sin dal primo romanzo, ma diventa personaggio protagonista solo a partire da Lo scontro dei re.

### Euron Greyjoy

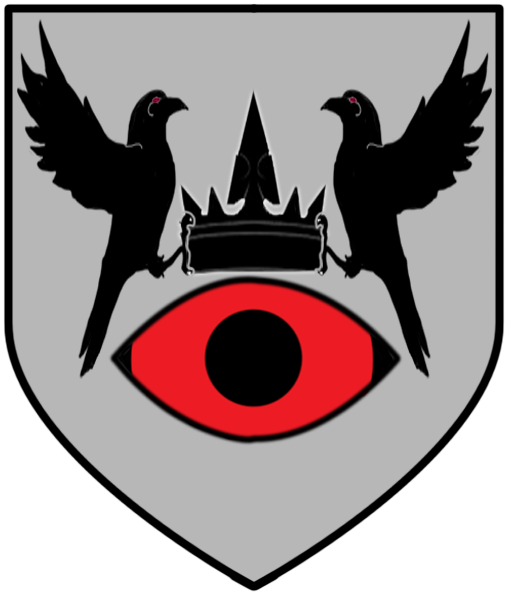
Il sigillo personale di Euron Occhio di Corvo, due corvi reggenti una corona nera sopra un occhio rosso, in campo grigio

Fratello minore di Balon e maggiore di Victarion ed Aeron, è soprannominato Occhio di corvo, epiteto che gli deriva dalla benda che porta sull'occhio sinistro, anche se non è chiaro se abbia davvero perduto quest'occhio oppure no. È sempre stato il più bello dei fratelli Greyjoy e ha avuto una relazione con la moglie del fratello minore, Victarion, il quale, dopo aver ucciso la sposa, voleva la morte anche per il fratello. Euron fu costretto da Balon all'esilio, il quale lo avvertì di non fare più ritorno finché egli fosse in vita, e si trovò a girovagare per i mari come pirata sulla propria nave, la Silenzio, assieme alla sua ciurma di uomini muti, e da allora non fu più visto nei Sette Regni.
Fa ritorno alle Isole di Ferro a seguito della morte del fratello Balon. Dice di aver compiuto scorribande per il mondo intero durante l'esilio, comprese le antiche e temute rovine di Valyria e la lontana Asshai delle Ombre. All'Acclamazione di re proclamata da Aeron, Euron promette di portare gli Uomini di Ferro alla conquista dell'intera Westeros grazie ai draghi dei quali, per suo dire, avrebbe ottenuto il controllo. Così viene eletto re, e comincia a compiere ruberie nella zona dell'Altopiano, ruberie che hanno grande successo, e permettono ad Euron di imbonirsi i sostenitori dei suoi rivali concedendo loro le terre conquistate. Ad ogni modo, non riesce a portare gli Uomini di Ferro ad atti che vadano oltre la guerriglia e a continuare la loro ricerca per il possesso dei draghi. Per questo motivo incarica il fratello Victarion di andare in cerca di Daenerys Targaryen per farla sua e riportarla a Westeros assieme ai suoi draghi.
Nella serie televisiva Il Trono di Spade, tratta dai romanzi, è interpretato da Pilou Asbæk e in italiano è doppiato da Stefano Alessandroni.

### Victarion Greyjoy
Fratello minore di Balon ed Euron e maggiore di Aeron, Victarion è il lord comandante della Flotta di Ferro. È un uomo non adatto al comando, bensì a ricevere ed eseguire gli ordini, cosa che fa assieme al fratello Balon; infatti Victarion è un ottimo comandante e guerriero, imponente e forte, ed è il commodoro della Vittoria di Ferro. Ha avuto tre mogli, delle quali una morì di parto, la seconda di vaiolo e la terza la uccise lui stesso perché ebbe una relazione con suo fratello Euron.
Dopo la morte di Balon, Victarion sembra essere il principale contendente per il Trono del Mare, ma a lui viene preferito Euron. Nonostante il suo odio per Euron, la sua natura diligente gli impone di seguire gli ordini del fratello. Ha guidato l'attacco sulle Isole Scudo sconfiggendo il giovane lord Serry in singolar tenzone, pur guadagnandosi una ferita alla mano in cambio. Anche se Euron gli ha ordinato di condurre Daenerys Targaryen al suo cospetto, Victarion segretamente progetta di sposarla lui stesso. Mentre la Flotta di Ferro, composta di oltre 90 navi, naviga verso Meeren, Victarion perde quasi la metà delle sue navi, ma ne acquisisce altre sequestrando numerose imbarcazioni commerciali e il loro carico. La mano ferita di Victarion continua a tormentarlo ed egli sospetta che Euron l'abbia mandato in una missione suicida. Durante il viaggio, un sacerdote rosso di R'hllor di nome Moqorro viene scoperto aggrappato al relitto in mare. L'equipaggio vorrebbe ucciderlo, ma Moqorro riesce a curare la mano ferita di Victarion con la magia. Moqorro, come Melisandre, può vedere il futuro tra le fiamme e usa la magia per aiutare Victarion nella sua ricerca. Da questo momento Victarion tiene molto conto delle opinioni del sacerdote Moqorro e fa offerte sia per il Dio Abissale sia per R'hllor.

### Aeron Greyjoy
Soprannominato Capelli Bagnati, è il minore dei fratelli di Balon. Un tempo era un giovane allegro, dedito alle bevute e alle donne, capitano della nave Tempesta Dorata, che fu affondata durante la rivolta dei Greyjoy. Allora, Aeron annegò, ma rinacque dal mare e da allora divenne sacerdote del Dio Abissale, il dio della sua gente. Da allora va sempre a piedi nudi, lasciandosi crescere barba e capelli intrecciandoli con alghe marine, beve acqua di mare e non dorme mai; ora nessuno riesce ad intimorirlo ed è il sacerdote più importante delle Isole di Ferro. Odia l'ordine dei Maestri per due motivi: innanzitutto, non condivide l'idea che un uomo possa trascorrere una vita di servitù; inoltre, fu un maestro a provocare la morte di suo fratello Urrigon nel tentativo fallimentare di ricucirgli le dita che quest'ultimo aveva perduto giocando alla danza delle dita con Aeron stesso.
Nelle prime fasi della guerra dei Cinque Re, Aeron viene mandato ad accogliere il nipote Theon appena tornato a Pyke per discutere con il padre un'alleanza con Robb Stark. Aeron accoglie freddamente il nipote e lo battezza per risvegliare in lui la fede del Dio Abissale. Quando Balon rifiuta l'offerta di Robb e attacca il Nord, Aeron viene incaricato di accompagnare Theon a saccheggiare la Costa Pietrosa come diversivo. Dopo la prima razzia, Theon decide di attaccare Grande Inverno, Aeron continua le razzie e prosegue verso il villaggio successivo. In seguito, torna alle Isole di Ferro, dove riprende i suoi doveri sacerdotali fino a quando non viene a sapere della morte di Balon e del ritorno del fratello Euron, che avanza i diritti di successione sul Trono del Mare. Temendo che Euron potrebbe portare alla rovina degli uomini di ferro, Aeron usa la sua influenza di sacerdote del Dio Abissale per invocare un'Acclamazione di Re e scegliere il successore di Balon. Aeron spera così di incoronare il fratello Victarion che seguirà le vie tradizionaliste e conservative di Balon. Il piano però fallisce dato che Euron riesce a salire sul trono. Aeron allora promette a Victarion che proverà a far ribellare gli uomini di ferro per detronizzare “l'infedele” Euron e scompare il giorno dopo l'Acclamazione.
Nella serie televisiva Il Trono di Spade, tratta dai romanzi, è interpretato da Michael Feast e doppiato in italiano da Stefano Oppedisano.

### Dagon Greyjoy
Lontano cugino detto "Dagon l'ubriacone", prende il nome dal suo ben più celebre antenato. Muore ucciso durante l'assedio a Deepwood Moote, dall'esercito di Stannis Baratheon.

### Quellon Greyjoy
Altro lontano cugino, capitano di una nave sua. Muore durante l'assedio a Deepwood Moote, dall'esercito di Stannis Baratheon.

## Membri acquisiti

### Alannys Harlaw
Alannys Harlaw è la moglie di lord Balon Greyjoy, signore delle Isole di Ferro. Non appare mai direttamente, ma viene descritta da Asha come una donna dai lunghi capelli bianchi e i lineamenti duri. Il suo matrimonio con lord Balon non fu mai felice, a cominciare dal momento in cui Alannys lasciò l'isola di Harlaw per fare ingresso a Pyke, quando il suo futuro marito non si scomodò a venire a prenderla, delegando il compito a suo fratello Victarion. Nonostante i dissapori, la coppia generò quattro figli, ma, in seguito alla fallimentare ribellione dei Greyjoy, i due figli maggiori, Rodrik e Maron, morirono, mentre il più piccolo, Theon, fu preso come ostaggio da lord Eddard Stark. Tale tragedia minò gravemente la salute mentale e fisica di Alannys: la donna iniziò a vagare per il castello di notte alla ricerca dei figli scomparsi chiamandoli a sé. Nel romanzo Il banchetto dei corvi, Alannys si trova ad Harlaw, ospitata da suo fratello lord Rodrik. A parte Rodrik e sua figlia Asha nessuno sembra più fare caso a lei.

## Membri storici della casata

### Vickon Greyjoy
Lord Vickon Greyjoy è stato il primo lord delle Isole di Ferro dopo la guerra di conquista. Dopo la morte di Harren il Nero Aegon il Conquistatore diede alle casate nobiliari delle Isole di Ferro la possibilità di eleggere la Casa dominante. La scelta cadde su Casa Greyjoy.
Vickon permise ai septon di tornare alle Isole di Ferro a predicare il loro culto, facendo infuriare i sacerdoti del Dio Abissale ma lui li ignorò temendo maggiormente i draghi della Casa Targaryen.

### Goren Greyjoy
Figlio di Vickon continuò a servire fedelmente i Targaryen per paura dei loro draghi. Sventò una goffa cospirazione che voleva mettere al trono delle isole la dinastia Volmark e durante il regno di Aenys I Targaryen uccise un uomo che si diceva mandato dal dio Abissale per regnare al posto di Aenys mandando a quest'ultimo la sua testa. In cambio, Aenys gli permise di espellere i Septon dalle isole di ferro.

### Dalton Greyjoy
Dalton Greyjoy, conosciuto come la Piovra Rossa, era Lord di Pyke e capo della Casa Greyjoy durante il regno di Viserys I Targaryen e nella danza dei draghi guidò le Isole di Ferro nella guerra fratricida tra i primi Targaryen.
Da giovane andò con suo zio a saccheggiare le città dei pirati delle isole Basilisco, e tolse una spada d'acciaio Valyriano a uno di loro.
A quindici anni vide uccidere lo zio e lo vendicò; emerse dalla lotta inzuppato di sangue, guadagnandosi il soprannome Piovra Rossa. Lo stesso anno morì suo padre, e lui tornò a casa per rivendicare il Trono del Mare e, appena preso il potere, si costruì subito una flotta e armò uomini.
Re Aegon II gli offrì alleanza promettendogli in cambio molti onori, ma lui volle prima ascoltare l'offerta di Rhaenyra Targaryen che gli propose di attaccare i Lannister, che erano più vicini alle Isole di Ferro e vulnerabili, così si alleò con lei.
Quando re Aegon III gli ordinò di cessare le razzie, lui lo ignorò e continuò, finché la sua amante Tess non lo uccise nel sonno.
La Piovra Rossa non aveva mai preso moglie, così alla sua morte la Casa Greyjoy affrontò una grave crisi di successione.

### Dagon Greyjoy
Dagon Greyjoy era signore di Pyke e delle Isole di Ferro durante il regno di re Aerys I Targaryen, quasi cento anni prima degli eventi de Le Cronache del Ghiaccio e del Fuoco.
È citato nelle Avventure di Dunk e Egg e ricordato con ammirazione dal suo discendente Victarion.
Intorno 211 D.C., lord Dagon e i suoi uomini di ferro compirono numerosi saccheggi lungo il Mare del Tramonto e la costa occidentale di Westeros, finché lord Beron Stark non fece causa comune con il signore di Castel Granito contro di lui.
Dopo la sua morte gli uomini di ferro non hanno mai più attaccato l'Altopiano fino all'incoronazione di Euron.

### Quellon Greyjoy
Padre di Balon, Euron, Victarion, Aeron e Urrigon è considerato uno dei più saggi Greyjoy. Era alto sei piedi e mezzo, ed era forte e veloce. Quellon combatté corsari e schiavisti nel Mare dell'estate da giovane e si batté con coraggio nella Guerra del Re dai Nove Soldi.Assalì la flotta di Lord Farman e saccheggiò Belcastello durante il dominio del debole, Tytos Lannister. Quellon cercò di modernizzare le Isole di Ferro e integrarle con il resto dei Sette Regni liberando schiavi, vietando più le razzie, scoraggiando la pratica delle mogli di sale, favorendo i matrimoni con le Terre Verdi, e portando maestri sulle Isole di Ferro. La sua salute peggiorò durante la Ribellione di Robert, e fu solo dopo la battaglia del Tridente che i figli maggiori lo convinsero a unirsi alla lotta. Condusse una cinquantina di navi lunghe contro l'altopiano, mantenendo la maggior parte degli uomini sulle isole Lannister. Morì in mare e il contributo delle Isole di Ferro alla rivolta fu minimo

### Urrigon Greyjoy
Urrigon è uno dei fratelli minori di Balon. Quando Urrigon aveva quattordici anni, si tagliò tre dita della mano mentre giocava alla danza delle dita con il fratello Aeron. Invece che curare la ferita seguendo l'Antica Via degli uomini di ferro, venne affidato ad un maestro che spergiurava di essere in grado ricucire le dita mutilate con impacchi e pozioni. Ma, accadde che invece di guarire, la mano di Urrigon si infettò e lui morì di febbri. 
Aeron rimase molto legato al fratello perduto e se ne addossa la colpa della morte.

### Altri Greyjoy
- Re Theon II Greyjoy: regnò prima della conquista e attaccò Alto Giardino e Vecchia città perché si erano rifiutate di pagargli i tibuti richiesti ma venne ucciso in battaglia da Lymond Hightower il leone di mare.
- Re Balon V Greyjoy: regnò prima della conquista. Detto Ventofreddo distrusse la debole flotta del Re del Nord.
- Loron Greyjoy: detto Vecchia Piovra conquistò l'Isola dell'Orso e Capo della Piovra.
- Alton Greyjoy: detto il Santo Pazzo cercò nuove terre da conquistare oltre Luce Solitaria.
- Torwyn Greyjoy: fece un giuramento di sangue con Acreacciaio e poi lo tradì.
- Loron Greyjoy: detto il Bardo ebbe una grande e tragica amicizia con il cavaliere Desmond Mallister.

## Casate fedeli
- Blacktyde Lord di Blacktyde.
- Botley risiede su Pyke e governa Lordsport, la piccola città portuale.
- Codd. Una casata che non gode di ottima stima. Il loro motto è "Though All Men Do Despise Us."
- Drumm Lord di Vecchia Wyk.
- Farwynd. I Farwynds sono considerati strani dagli altri Uomini di Ferro. Esistono molti rami della casata, inclusi:
  - Farwynd di Sealskin Point. Posizionati sulla costa ovest di Grande Wik.
  - Farwynd di Lonely Light. Posizionati su una delle isole più a ovest di Grande Wik. Si dice che siano lavoratori di pelli di varie specie di mammiferi marini.
- Goodbrother di Grande Wyk. La loro casata ha tre ramificazioni:
  - Goodbrother di Hammerhorn sono il ramo più antico e i suoi lord sono i Lord di Grande Wyk.
  - Goodbrother di Shatterstone risiedono su Vecchia Wik, un ramo cadetto.
  - Goodbrother risiedono a Orkmont, un ramo cadetto.
- Harlaw di Harlaw, che domina sull'isola di Harlaw, la più ricca dell'arcipelago. I suoi membri sono tra i più importanti alfieri della Casa Greyjoy. Il seggio è Dieci Torri e lo stemma rappresenta una falce bianca su sfondo nero. Esistono molte rami della casata, inclusi:
  - Harlaw di Dieci Torri. La casata più antica. I suoi lord sono Lord di Harlaw. La moglie di lord Balon Greyjoy è un'Harlaw. Rodrik Harlaw, il lord, è conosciuto come "Lettore" per la passione smodata per i libri e la lettura. Appoggia Asha nella sua pretesa al Trono del Mare
  - Harlaw di Grey Garden. Un ramo cadetto.
  - Harlaw di Tower of Glimmering. Un ramo cadetto.
  - Harlaw di Harridan Hill. Un ramo cadetto.
- Humble. Un'umile casata, originata dal sangue di schiavi.
- Merlyn di Pebbleton.
- Orkwood di Orkmont.
- Saltcliffe di Saltcliffe.
- Sparr risiede su Grande Wyk.
- Stonehouse risiede su Vecchia Wyk.
- Stonetree di Harlaw.
- Sunderly risiede su Saltcliffe.
- Wynch di Iron Holt dall'altro lato di Pyke rispetto al castello dei Geyjoy.